# 1081

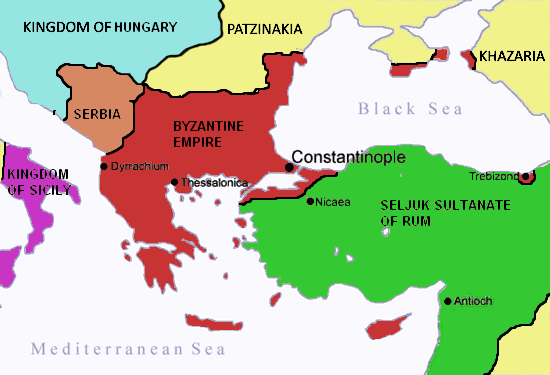
Het Byzantijnse Rijk in 1081

Het jaar 1081 is het 81e jaar in de 11e eeuw volgens de christelijke jaartelling.

## Gebeurtenissen
april
- 1 - in Byzantium treedt Nikephoros III Botaneiates af onder dreiging van een staatsgreep.
- 5 - Alexios I Komnenos wordt gekroond tot keizer van Byzantium.

augustus
- 6 - Herman van Salm wordt, terwijl Hendrik IV in Italië verblijft, door de edelen van Zwaben en Saksen tot Duits tegenkoning verkozen, in opvolging van Rudolf van Rheinfelden. Herman heeft deze verkiezing te danken aan de machtsstrijd tussen de verschillende fracties van de opstandelingen: hoewel hij zelf geen vooraanstaande leider van de opstand is, is hij wel een goede compromisfiguur.
- 11 - Herman verslaat hertog Frederik I van Zwaben bij Höchstädt an der Donau. Herman belegert daarna de stad Augsburg maar moet dat beleg na drie weken opgeven. Hij trekt naar Saksen en wordt in Eisleben als koning gehuldigd.

oktober
- 18 - In de Slag bij Dyrrhachium voor de Illyrische kust verslaan de Zuid-Italiaanse Noormannen onder Robert Guiscard de troepen van het Byzantijnse Rijk onder Alexios I.

december
- 26 - Herman van Salm wordt in Goslar gekroond door de bisschop van Mainz.

zonder datum
- Hubertus treedt af als bisschop van Terwaan.
- Arnold wordt bisschop van Soissons.
- Alfonso VI van Castilië trouwt met Constantia van Bourgondië.

## Opvolging
- patriarch van Constantinopel - Cosmas I opgevolgd door Eustathius Garidas
- Duitsland (tegenkoning) - Herman van Salm in opvolging van Rudolf van Rheinfelden
- Duklja - Mihailo Vojislavljević opgevolgd door zijn zoon Konstantin Bodin
- Gulik - Gerard II opgevolgd door zijn zoon Gerard III
- Gwynedd - Trahaearn ap Caradog opgevolgd door Gruffudd ap Cynan

## Geboren
- 1 december - Lodewijk VI, koning van Frankrijk (1108-1137)
- Hendrik V - koning (1105-1111) en keizer (1111-1125) van het Heilige Roomse Rijk (of 1186)
- Diederik II, graaf van Montbéliard (1105-1163) (jaartal bij benadering)
- Eilika van Saksen, Duits edelvrouw (jaartal bij benadering)

## Overleden
- 22 maart – Bolesław II (~41), hertog (1058-1076) en koning (1076-1079) van Polen
- 15 oktober – Hugo III, graaf van Meulan (1069-1077)
- 10 december – Nikephoros III Botaneiates, keizer van Byzantium (1078-1081)
- Gerard II, gouwgraaf van Gulikgouw (1029-1081)
- Simon, graaf van Vexin, Valois en Amiens en heer van Elbeuf (1074-1077)
- Trahaearn ap Caradog, koning van Gwynedd (1075-1081)
- Adam van Bremen, Duits kroniekschrijver (jaartal bij benadering)